# Lipstick Killers–The Mercer Street Sessions 1972
Lipstick Killers–The Mercer Street Sessions 1972 – album zespołu New York Dolls nagrany w 1972 w Blue Rock Studio (Nowy Jork).

## Lista utworów
1. "Bad Girl" (David Johansen/Johnny Thunders) – 3:47
2. "Looking for a Kiss" (David Johansen/Johnny Thunders) – 3:44
3. "Don't Start Me Talking" (Sonny Boy Williamson II) – 3:44
4. "Don't Mess with Cupid" (Deanie Parker/Eddie Floyd/Steve Cropper) – 3:09
5. "Human Being" (David Johansen/Johnny Thunders) – 6:18
6. "Personality Crisis" (David Johansen/Johnny Thunders) – 4:15
7. "Pills" (Bo Diddley) – 3:16
8. "Jet Boy" (David Johansen/Johnny Thunders) – 5:15
9. "Frankenstein" (David Johansen/Sylvain Sylvain) – 7:05

## Skład
- David Johansen – wokal
- Johnny Thunders – gitara, wokal
- Sylvain Sylvain – gitara
- Arthur Kane – gitara basowa
- Billy Murcia – perkusja